# Klieština
Klieština (Hongaars: Kelestény) is een Slowaakse gemeente in de regio Trenčín, en maakt deel uit van het district Považská Bystrica.
Klieština telt 349 inwoners.